# Ring (televisiezender)
Ring, voor 2024 bekend als Ring-TV, is een Belgische regionale televisiezender die uitsluitend nieuws uit het arrondissement Halle-Vilvoorde brengt, de streek die bijna helemaal om het Brussels Hoofdstedelijk Gewest heen ligt (de ruime Vlaamse Rand rond Brussel). Directeur is Greet Claes en hoofdredacteur is Dirk De Mesmaeker.

## Geschiedenis
Ring ging van start op 1 maart 1995. De eerste jaren richtte de zender zich vooral op een dagelijks journaal tijdens de week en een weekoverzicht in het weekend. Vanaf 1999 werden ook verschillende magazines uitgezonden.

## Programma's
- Ring Nieuws
- Zomerkriebels: Dagelijks zomermagazine met reportages over tal van zomeractiviteiten in de regio Halle-Vilvoorde
- Ring Sport: Sportmagazine op zondagavond dat het sportnieuws van de afgelopen week bericht. Met wedstrijdverslagen, portretten, analyses en sfeerverslagen.
- Viva Wonen en Lifestyle: Lifestyleprogramma
- Brabant at Work (i.s.m. ROB.tv)
- Uitgelicht
- Over de Rand
- Vlaanderen Regionaal
- De Week

## Vroegere programma's
- Wack!: jongerenmagazine
- Doek: cultuurmagazine
- Kunst en vliegwerk: cultuurmagazine
- Filmmagazine (gemaakt door TV Brussel)
- De deur uit: toeristisch magazine
- De ring rond (tijdens de zomermaanden):
  - Oude prentbriefkaarten worden vergeleken met nieuwe beelden van dezelfde plaats in de gemeente.
  - Cameraman Wim Robberechts brengt de hele regio vanuit een helikopter in beeld.
- Goudzoekers
- Stemmen uit de Woestijn
- Bestemming Luchthaven